# Teemu Kattilakoski
Teemu Antero Kattilakoski (ur. 16 grudnia 1977 w Kannus) – fiński biegacz narciarski, brązowy medalista mistrzostw świata.

## Kariera
Jego olimpijskim debiutem były igrzyska w Salt Lake City. Zajął tam 35. miejsce w biegu na 30 km techniką dowolną, a wraz z kolegami z reprezentacji zajął 11. miejsce w sztafecie. Cztery lata później, podczas igrzysk olimpijskich w Turynie zajął 43. miejsce na dystansie 50 km stylem dowolnym, a w sztafecie był dziesiąty. Startował także na igrzyskach olimpijskich w Vancouver, gdzie zajął 27. miejsce w biegu na 15 km stylem dowolnym, a w sztafecie był piąty.
W 2003 roku wziął udział w mistrzostwach świata w Val di Fiemme zajmując szóste miejsce w sztafecie oraz ósme miejsce w biegu na 50 km techniką dowolną. Na mistrzostwach w Oberstdorfie w 2005 roku jego najlepszym wynikiem było 9. miejsce w biegu na 15 km stylem dowolnym. Dwa lata później, podczas mistrzostw świata w Sapporo był czterdziesty szósty na tym samym dystansie, a w sztafecie zajął szóste miejsce. Swój największy sukces w karierze osiągnął na mistrzostwach świata w Libercu, gdzie wspólnie z Mattim Heikkinenem, Samim Jauhojärvim i Ville Nousiainenem wywalczył brązowy medal w sztafecie 4 × 10 km. Zajął tam też ósme miejsce na dystansie 50 km techniką dowolną. Jego jedynym występem na mistrzostwach świata w Oslo w 2011 roku był bieg na 50 km stylem dowolnym, w którym Kattilakoski zajął 35. miejsce.
Najlepsze wyniki w Pucharze Świata osiągnął w sezonie 1999/2000, kiedy to zajął 65. miejsce w klasyfikacji generalnej. W 2009 roku był mistrzem Finlandii w biegu na 50 km, a rok później był najlepszy na dystansie 10 km. W 2010 roku był także drugi w biegu na 50 km.

## Osiągnięcia

### Igrzyska olimpijskie
| Miejsce | Dzień     | Rok  | Miejscowość    | Konkurencja           | Czas biegu | Strata  | Zwycięzca          |
| ------- | --------- | ---- | -------------- | --------------------- | ---------- | ------- | ------------------ |
| 35.     | 9 lutego  | 2002 | Salt Lake City | 30 km stylem dowolnym | 1:11:31,0  | +4:49,9 | Christian Hoffmann |
| 11.     | 17 lutego | 2002 | Salt Lake City | Sztafeta 4 × 10 km    | 1:45:05,4  | +4:56,3 | Norwegia           |
| 10.     | 19 lutego | 2006 | Turyn          | Sztafeta 4 × 10 km    | 1:43:45,7  | +2:50,4 | Włochy             |
| 43.     | 26 lutego | 2006 | Turyn          | 50 km st. dowolnym    | 2:06:11,8  | +3:14,4 | Giorgio Di Centa   |
| 27.     | 15 lutego | 2010 | Vancouver      | 15 km st. dowolnym    | 33:36,3    | +1:30,5 | Dario Cologna      |
| 5.      | 24 lutego | 2010 | Vancouver      | Sztafeta 4 × 10 km    | 1:45:05,4  | +24,9   | Szwecja            |

### Mistrzostwa Świata
| Miejsce | Dzień     | Rok  | Miejscowość   | Konkurencja           | Czas biegu | Strata  | Zwycięzca             |
| ------- | --------- | ---- | ------------- | --------------------- | ---------- | ------- | --------------------- |
| 6.      | 25 lutego | 2003 | Val di Fiemme | Sztafeta 4 × 10 km    | 1:31:56,4  | +1:39,8 | Norwegia              |
| 8.      | 1 marca   | 2003 | Val di Fiemme | 50 km stylem dowolnym | 1:54:25,3  | +1:55,3 | Martin Koukal         |
| 9.      | 17 lutego | 2005 | Oberstdorf    | 15 km stylem dowolnym | 34:49,7    | +38,6   | Pietro Piller Cottrer |
| 12.     | 24 lutego | 2005 | Oberstdorf    | Sztafeta 4 × 10 km    | 1:39:04,4  | +5:28,5 | Norwegia              |
| 18.     | 28 lutego | 2007 | Sapporo       | 15 km stylem dowolnym | 35:50,0    | +3:07,3 | Lars Berger           |
| 6.      | 2 marca   | 2007 | Sapporo       | Sztafeta 4 × 10 km    | 1:30:49,2  | +2:06,3 | Norwegia              |
| 3.      | 27 lutego | 2009 | Liberec       | Sztafeta 4 × 10 km    | 1:41:50,6  | +43,9   | Norwegia              |
| 8.      | 1 marca   | 2009 | Liberec       | 50 km stylem dowolnym | 1:59:38,1  | +8,4    | Petter Northug        |
| 26.     | 6 marca   | 2011 | Oslo          | 50 km stylem dowolnym | 2:08:09,0  | +6:47,6 | Petter Northug        |

### Puchar Świata

#### Miejsca w klasyfikacji generalnej
- sezon 1999/2000: 65.
- sezon 2001/2002: 94.
- sezon 2002/2003: 105.
- sezon 2003/2004: 142.
- sezon 2004/2005: 120.
- sezon 2005/2006: 94.
- sezon 2006/2007: 87.
- sezon 2007/2008: 77.
- sezon 2008/2009: 159.
- sezon 2009/2010: 121.

#### Miejsca na podium w zawodach
Kattilakoski dotychczas nie stał na podium.

### FIS Marathon Cup

#### Miejsca w klasyfikacji generalnej
- sezon 2005/2006: 22.
- sezon 2008/2009: 17.
- sezon 2009/2010: 65.
- sezon 2010/2011: 29.

#### Miejsca na podium
| Nr | Dzień       | Rok  | Zawody        | Dystans               | Czas biegu  | Strata | Pozycja | Zwycięzca                        |
| -- | ----------- | ---- | ------------- | --------------------- | ----------- | ------ | ------- | -------------------------------- |
| 1. | 18 grudnia  | 2005 | La Sgambeda   | 42 km stylem dowolnym | 1:36:56,2 h | +0,2 s | 3.      | Tullio Grandelis Biagio di Santo |
| 2. | 18 stycznia | 2009 | Dolomitenlauf | 60 km stylem dowolnym | 2:19:47,2 h | -      | 1.      | -                                |
| 3. | 23 stycznia | 2011 | Dolomitenlauf | 42 km stylem dowolnym | 1:34:21,3 h | +2,5 s | 3.      | Fabio Santus                     |